# Stadion Sławięcice w Kędzierzynie-Koźlu
Stadion Sławięcice w Kędzierzynie-Koźlu – stadion w Sławięcicach w dzielnicy Kędzierzyna-Koźla.

## Opis
Stadion posiada 1500 miejsc (800 siedzących, stojących 700). Oświetlenie pełne treningowe.

## Inne informacje
Obecnie na stadionie swoje spotkania rozgrywa drużyna Chemik Kędzierzyn-Koźle, który w sezonie 2009/2010 zagra w klasie A podokręgu Kędzierzyn-Koźle.